# Francesco Benucci
Francesco Benucci (ca. 1745 - 5 d'abril de 1824) va ser un destacat baix-baríton italià del segle xviii. Va cantar una sèrie de papers importants en les òperes de Mozart, Cimarosa i altres compositors.

## Biografia
Antecedents històrics i inicis de carrera
Va néixer c. 1745 a Livorno i va començar la seva primera carrera allà al voltant de 1768.Link (2004, vii) L'inici de la carrera de Benucci va tenir lloc en un món ja florit de l'òpera buffa, que proporcionava un tipus de paper existent, el baix còmic o buffo, en el qual Benucci va arribar a destacar. El rerefons històric el descriu Rice:
| « | <En una de les seves primeres aparicions (Livorno 1768) Benucci va cantar Tritemio a Il filosofo di campagna. Que va començar la seva carrera en una òpera de Galuppi i Goldoni i en un paper creat per Carattoli és emblemàtic del seu lloc en la història de l'òpera buffa. Va reprendre la tradició... a la qual Goldoni, en col·laboració amb compositors com Galuppi i cantants com Carattoli, havia contribuït tant a finals de la dècada de 1740 i 1750; va mantenir i va desenvolupar aquesta tradició per a una nova generació de públic operístic, molts dels quals mai no havien vist actuar a Carattoli.> | » |

Va actuar a Florència l'any 1769. No es conserva cap registre de les activitats de Benucci entre la primavera de 1769 i 1774. Va passar els anys 1774 a 1777 a Madrid, i a partir de la tardor de 1777, hi ha documentació de les actuacions als principals teatres d'òpera d'Itàlia, incloent Venècia, Milà i Roma.

## Anat a Viena
El 1783 l'emperador austríac Josep II va fundar una nova companyia d'òpera especialitzada en l'òpera buffa italiana. Aleshores Benucci cantava al Teatre San Samuele de Venècia. El comte Giacomo Durazzo, que era alhora un antic director de teatre experimentat i ambaixador de l'emperador, va poder aconseguir els seus serveis. Al mateix temps, Durazzo va reclutar la destacada soprano anglesa Nancy Storace, que també cantava a San Samuele. Storace havia de cantar més tard el paper de Susanna quan Benucci va cantar el paper principal a l'estrena de Les noces de Fígaro. A tots dos cantants se'ls va oferir uns sous alts, més de 4.000 florins. Amb més reclutament (sobretot el llibretista Lorenzo Da Ponte), es va formar un conjunt excepcional.

La nova companyia es va inaugurar el 2 d'abril de 1783 amb una representació de La scuola de' gelosi d'Antonio Salieri; Benucci va fer el paper de bufó de Blasio. Aquesta òpera va ser un èxit immediat, amb més de 25 representacions, i un crític va escriure: 
| « | <"El bufó és tan natural que se'l considera el millor vist mai aquí. Els altres no val la pena esmentar-los."> | » |

el 7 de maig va escriure a casa al seu pare Leopold: 
| « | <"L'òpera buffa italiana ha tornat a començar aquí i està resultant molt popular. El buffo és particularment bo, es diu Benucci".> | » |

Benucci va continuar amb la companyia de l'emperador durant un total de dotze anys. Entre altres papers va interpretar:
- Rosmondo a Gli sposi malcontenti amb Stephen Storace (1785)
- Trofonio a La grotta di Trofonio de Salieri (1785)
- Tita a Una cosa rara de Vicent Martín i Soler (1786)
- Axur a Axur, re d'Ormus de Salieri (1788)

La seva participació a l'empresa sembla haver estat tan important que sense ell no hauria sobreviscut. El 7 de juny de 1783, l'emperador va escriure al director de teatre, el comte Franz Orsini-Rosenberg: 
| « | <Com que em sembla que el cantant Benucci troba el favor del públic, m'agradaria que intentés convèncer-lo perquè es quedi fins a Pasqua i després. durant un any més; si ho accepta en un nou contracte, i si Storace, que també agrada pel públic, ho diu, podeu quedar-vos amb el millor de la resta de la companyia; si Benucci i Storace no es queden, llavors els altres no cal que es mantinguin.> | » |

 Durant els seus primers anys a Viena, Benucci també va actuar en concerts privats en col·laboració amb Nancy Storace. El periodista comte Zinzendorf va assenyalar que cada cantant servia com a acompanyant de teclat de l'altre.
Dues vegades durant el seu mandat a Viena, Benucci va viatjar per actuar a altres llocs. El 1783 va visitar Roma per complir un compromís ja assumit quan havia estat contractat a Viena; la seva "enorme popularitat" allà va ser presenciada per l'Emperador, que hi viatjava en aquell moment. L'agost de 1788, l'emperador, després d'haver llançat una guerra cara i inútil amb Turquia, va proposar abolir la seva companyia d'òpera italiana. En escoltar-ho, Benucci va demanar permís i va obtenir un compromís al "King's Theatre" de Londres, on va actuar amb Storace, que hi havia tornat el febrer de 1787. Només va aconseguir un èxit mitjà. Una òpera en què van aparèixer Benucci i Storace va ser La vendemmia de Giuseppe Gazzaniga. Hi van interpolar una interpretació d'un duet de Les noces de Fígaro, Crudel! perche finora. Benucci va tornar a Viena el mateix any, ja que l'emperador havia cedit de la seva decisió d'abolir la companyia.

## Rols de Mozart
Mozart no tenia cap afiliació a la companyia italiana d'òpera de l'emperador i va haver de treballar durant un temps abans de poder obtenir una comissió d'òpera. Un primer esforç fallit va ser el fragment Lo sposo deluso (1783), pel qual va escriure cinc números abans d'abandonar el projecte. Les notes marginals de la partitura indiquen que Mozart estava escrivint pensant en cantants específics, inclòs Benucci.
En els anys següents, la companyia italiana de l'emperador va representar tres òperes de Mozart acabades. Totes tres figuren entre les obres més celebrades del compositor, i Benucci va tenir un paper important en cadascuna.

A l'estrena de Les noces de Fígaro (1786), Benucci va interpretar el paper principal; Storace va interpretar la seva promesa Susanna. Els assajos d'aquesta obra van donar lloc a una anècdota relatada pel tenor Michael Kelly (que formava part del repartiment) a les seves memòries de 1824, que testimonia l'estima de Mozart per Benucci:
| « | <Recordo que Mozart estava a l'escenari amb la seva "pelisse" carmesí i el seu barret amb cordons daurats donant el temps de la música a l'orquestra. La cançó de Fígaro, "Non piu andrai, farfallone amoroso" Benucci va donar amb la màxima animació i poder de veu. Jo estava a prop de Mozart que, "sotto voce", repetia 'Bravo, bravo! Benucci;' i quan Benucci va arribar al bon passatge "Cherubino, alla vittoria, alla gloria militar", que va donar amb pulmons estentoris, l'efecte va ser la mateixa electricitat, per a tots els intèrprets de l'escenari i els de l'orquestra, com si accionat per una sensació de delit, va vociferar "Bravo! bravo! mestre. Visca! viva gran Mozart!".> | » |

 El moment "elèctric" va implicar un terç major ascendent prop de la part superior de la gamma de Benucci, un gest musical que Dorothea Link considera que s'ha repetit més tard en altres músiques compostes per a Benucci, tant per Mozart com per Salieri.
Don Giovanni (1787) no es va estrenar a Viena sinó a Praga. Per a la posterior estrena a Viena (1788) Benucci va fer el paper de Leporello. Mozart va escriure tres nous números per a la versió de Viena, inclòs el duet Per quelle tue manine, K. 540b, que Benucci va interpretar amb la soprano Luisa Laschi-Mombelli.
Così fan tutte es va estrenar el 1790; Benucci va interpretar el paper de Guglielmo. L'alt standing de Benucci, tant dins de la companyia com segons la pròpia estimació de Mozart, va provocar dificultats en la composició de l'òpera. La versió original de Mozart incloïa una llarga i elaborada ària del primer acte per a Benucci, Rivolgete a lui lo sguardo, K. 584, que finalment va haver de ser descartada com a dramàticament inadequada. En el que Woodfield anomena un "pas dràstic", va ser substituït pel més lleuger Non siate retrosi. Woodfield suggereix que podria haver estat en compensació que Mozart va alterar l'ària del segon acte de Benucci, la extravagant Donne mie, afegint nou material musical i parts per a trompetes i timbals.

## Vida posterior
Benucci va continuar a l'òpera italiana a Viena fins al 1795. El seu major èxit durant aquest període va ser a Il matrimonio segreto de Domenico Cimarosa (1792). Va actuar a La Scala de Milà el 1795, en òperes de Giuseppe Sarti i d'Angelo Tarchi. Va tornar a Livorno el 1797, i finalment va deixar d'actuar cap al 1800. Va morir a Florència el 5 d'abril de 1824.

## Avaluació
El 1793 un crític de la Berliner Musikalische Zeitung va escriure:
{{Cita<Benucci, un dels principals buffos de l'òpera buffa, combina una interpretació excel·lent i no afectada amb una veu de baix excepcionalment rodona, bella i completa. És tant un cantant complet com un actor escollit. Té un rar hàbit que comparteixen pocs cantants italians: no exagera mai. Fins i tot quan porta la seva interpretació als extrems més alts, manté la propietat i els límits segurs, que l'allunyen de la comèdia absurda i vulgar. M'agrada especialment a l'òpera Il matrimonio segreto. Actua i canta el paper del comte d'una manera magistral. No m'hauria cregut que, malgrat ser còmic, encara aconsegueix retratar Axur de Salieri d'una manera força seriosa.>}} L'estudiós modern Christopher Raeburn descriu Benucci així:
| « | <Tenia una veu rodona i bellament plena, més baix que baríton; probablement va ser el millor artista per a qui va escriure Mozart, i com a bufó va eclipsar als seus contemporanis com a cantant i actor.> | » |